# Josh Powell
Josh Powell (Charleston, Južna Karolina, 25. siječnja 1983.) američki je profesionalni košarkaš. Igra na poziciji krilnog centra, a može igrati i centra. Trenutačno je član NBA momčadi Houston Rocketsa. Prijavio se na NBA draft 2005. ali nije bio izabran od strane nijedne momčadi.

## Rani život
Pohađao je sveučilište North Carolina State. Na drugoj godini sveučilišta prosječno je postizao 12.4 poena i 5.2 skokova. Nakon dvije godine na sveučilištu Powell se prijavio na NBA draft 2005. godine, ali ga niti jedna momčad nije draftirala. 

## NBA karijera
Powell je ubrzo nakon drafta potpisao ugovor s Dallas Mavericksima koji su tražili kvalitetnog igrača koji bi se razvio uz Dirka Nowitzkog. Početkom sezone 2005./06. Powell je nastupao u razvojnoj ligi, ali je pozvan u NBA i dobio jako malu minutažu, takozvanu "garbage time". Nakon ozljeda u Mavericksima Powell se ipak nametnuo i dobio više prilika. 23. lipnja 2006. Powell je mijenjan u Indiana Pacerse zajedno s Darrellom Armstrongom i Rawleom Marshallom u zamjenu za Anthonyja Johnsona. 17. siječnja 2007. Powell je mijenjan u Golden State Warriorse u zajedno sa Stephenom Jacksonom, Šarunasom Jasekivičiusom i Alom Haringtonom u zamjenu na Troya Murphya, Mikea Dunleavya, Ikea Diougua i Keitha McLeoda. 14. kolovoza 2007. Powell je potpisao za Los Angeles Clipperse, ali je ubrzo otpušten zbog viška visokih igrača. 14. kolovoza 2008. Powell je potpisao za Los Angeles Lakerse kako bi nadomjestio odlazak Ronnyja Turiafa. U NBA finalu 2009. Lakersi su svladali Orlando Magice rezultatom 4-1 te je time Powell osvojio svoj jedini NBA prsten u dosadašnjoj NBA karijeri.

## NBA statistika

### Regularni dio
| Godina    | Klub         | Odig. uta. | Uta. poč. | Min. | 2P%  | 3P%  | Sl. bac.% | Skok. | Asist. | Ukr. lop. | Blok. | Poena |
| --------- | ------------ | ---------- | --------- | ---- | ---- | ---- | --------- | ----- | ------ | --------- | ----- | ----- |
| 2005./06. | Dallas       | 37         | 2         | 11.6 | .457 | .000 | .800      | 2.2   | .2     | .2        | .1    | 3.0   |
| 2006./07. | Indiana      | 7          | 0         | 9.1  | .133 | .000 | .667      | 2.7   | .4     | .0        | .0    | 1.7   |
| 2006./07. | Golden State | 30         | 0         | 9.6  | .526 | .000 | .733      | 2.3   | .6     | .2        | .4    | 3.5   |
| 2007./08. | LA Clippers  | 64         | 25        | 19.2 | .460 | .000 | .724      | 5.2   | .7     | .2        | .4    | 5.5   |
| 2008./09. | LA Lakers    | 60         | 1         | 11.7 | .444 | .000 | .760      | 2.9   | .5     | .2        | .3    | 4.2   |
| Ukupno    |              | 198        | 28        | 13.7 | .455 | .000 | .746      | 3.4   | .5     | .2        | .2    | 4.2   |

### Doigravanje
| Godina    | Klub         | Odig. uta. | Uta. poč. | Min. | 2P%  | 3P%   | Sl. bac.% | Skok. | Asist. | Ukr. lop. | Blok. | Poena |
| --------- | ------------ | ---------- | --------- | ---- | ---- | ----- | --------- | ----- | ------ | --------- | ----- | ----- |
| 2005./06. | Dallas       | 6          | 0         | 4.2  | .000 | .000  | .000      | .3    | .2     | .0        | .0    | .0    |
| 2006./07. | Golden State | 4          | 0         | 1.5  | .000 | .000  | .500      | .3    | .0     | .0        | .2    | .3    |
| 2008./09. | LA Lakers    | 14         | 0         | 5.2  | .423 | 1.000 | 1.000     | 1.2   | .3     | .0        | .1    | 2.1   |
| Ukupno    |              | 24         | 0         | 4.3  | .367 | 1.000 | .875      | .8    | .2     | .0        | .1    | 1.3   |

## Vanjske poveznice
- Profil na NBA.com
- Profil na Basketball-Reference.com
- Profil na ESPN.com